# San Giovanni in Croce
San Giovanni in Croce (San Giuan in Crus in dialetto cremonese) è un comune italiano di 1 908 abitanti della provincia di Cremona, in Lombardia. 

## Storia
Le prime documentazioni sull'origine del paese le troviamo in un atto del 10 dicembre 1022, con il quale il marchese Bonifacio di Toscana si dice debitore verso il vescovo di Cremona di alcune terre di Palvareto, il nucleo più antico di San Giovanni, che si trovava intorno alla vecchia chiesa parrocchiale. Il termine "Palvareto" sembra abbia etimologia connessa a palus, ossia "palude", e vetus, ossia "vecchio".
Qui esisteva un castello, che nel 1264 la famiglia Ermenzoni vendette a Buoso da Dovara. Il maniero fu rinforzato nel 1341-45 da Bernabò Visconti e poi distrutto nel 1406 da Cabrino Fondulo.
Quest'ultimo fece subito erigere da Maffeo Moro un più grande castello, completato nel 1407.
Durante quel secolo le terre furono contese tra Venezia e Milano; benché nel 1441 un accordo lasciasse ai Milanesi il castello di Pontevico e quello di San Giovanni, i Veneziani, aiutati dai Gonzaga, assaltarono la fortezza di San Giovanni, conservandola solo fino al 1458, quando i Milanesi la ripresero.
Nel 1486 il duca Galeazzo Sforza infeudò del castello Pietro Carminati, conte "Bergamino", il cui figlio Ludovico sposò Cecilia Gallerani (già favorita di Ludovico il Moro), poetessa in latino e in volgare, amica di Gian Giorgio Trissino e Matteo Bandello, che diede vita ad una piccola corte di artisti. 
Nel 1620 il feudo fu venduto, con Gussola, ad Alfonso de Pimentel; passò quindi ai Vidoni e ai De' Soresina.

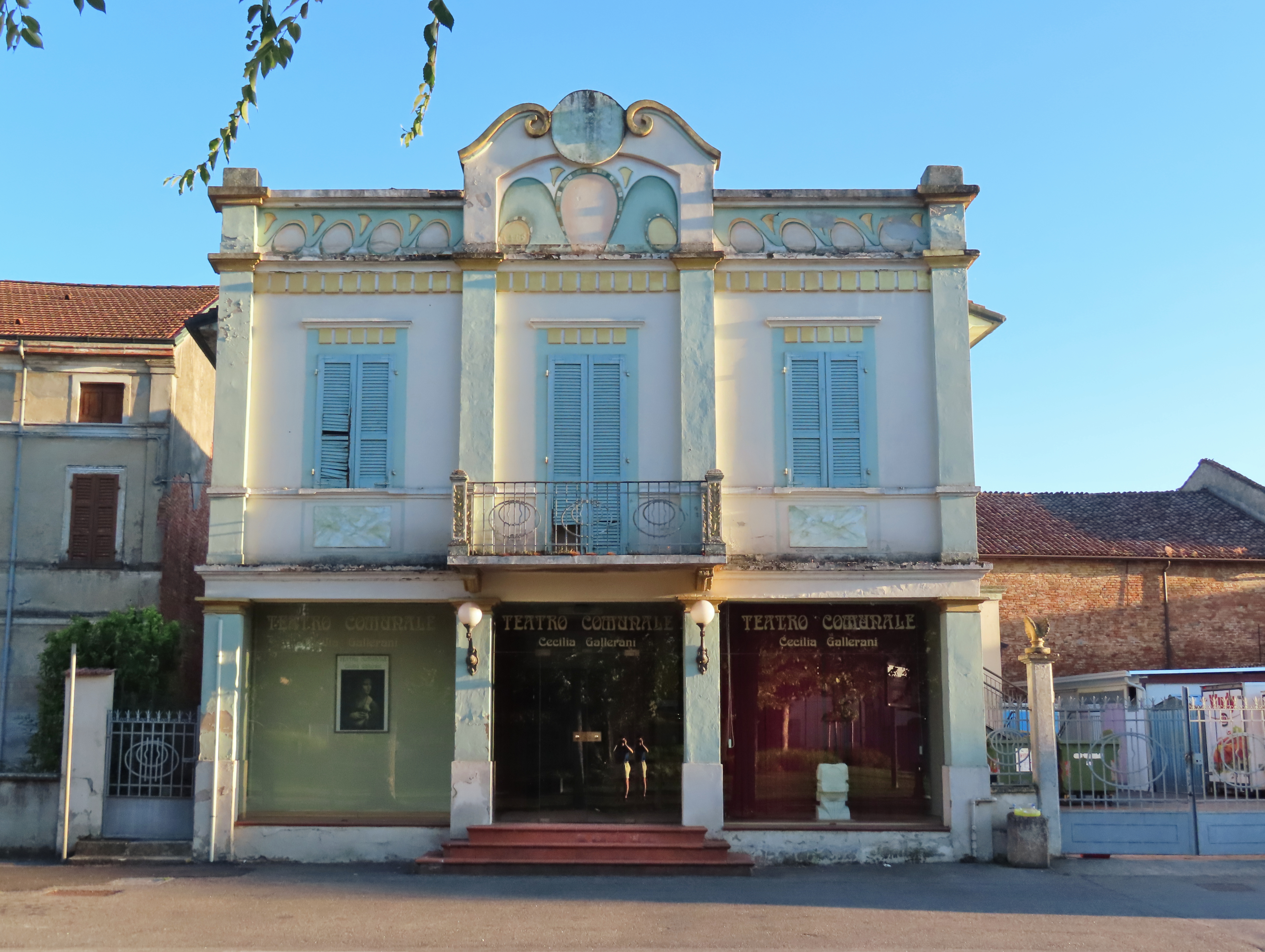
Teatro comunale Cecilia Gallerani

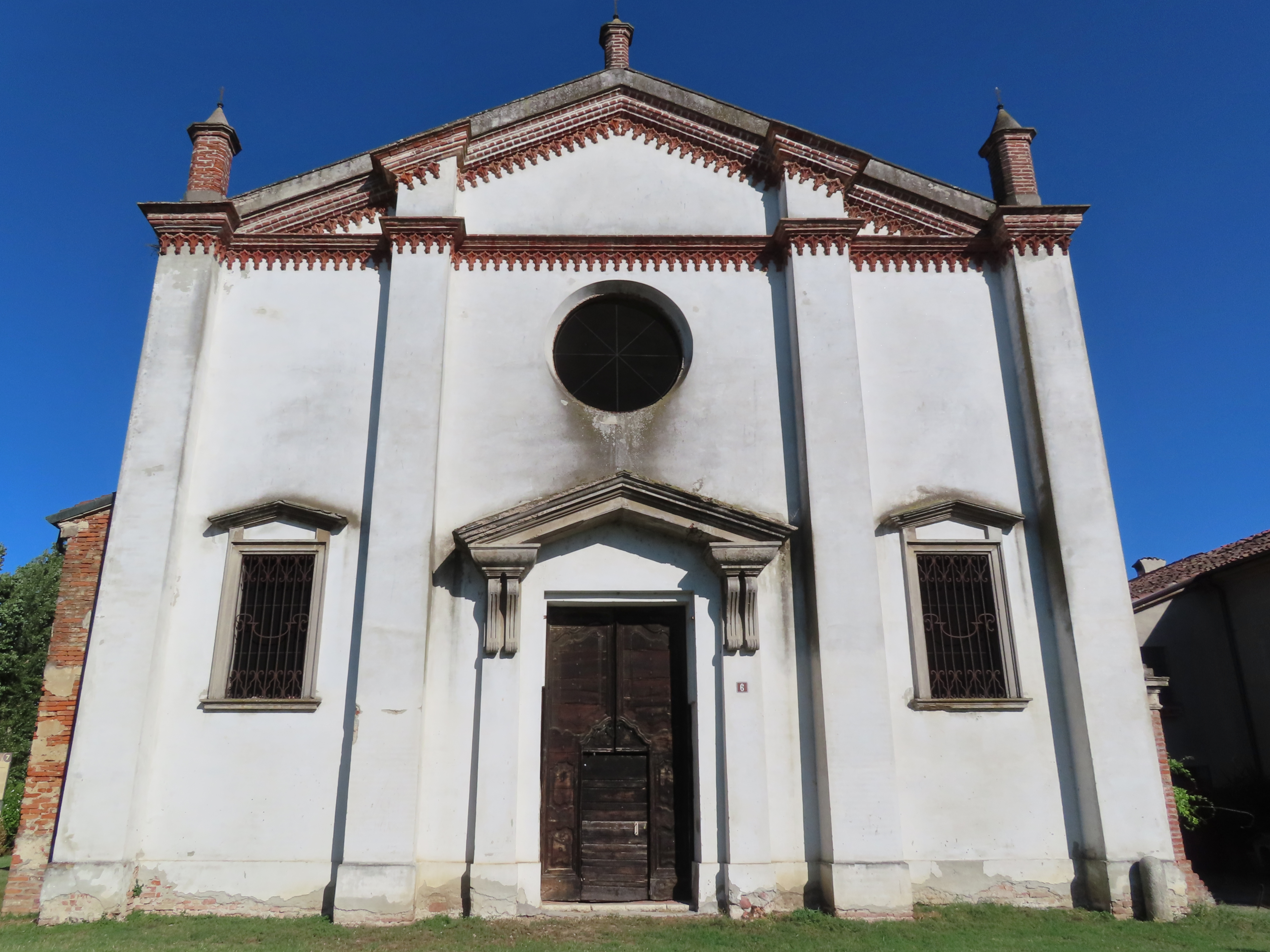
Chiesa di San Zavedro

Nel 1884 fu aperta la stazione ferroviaria, posta sulla linea Parma–Brescia, mentre quattro anni dopo fu aperta la tranvia proveniente da Ca' de Soresini e da Cremona che fu poi soppressa nel 1928.
Ai primi del Novecento fioriva nel paese una significativa industria tessile e già funzionava uno sportello del Credito commerciale.
Fra il 1928 e il 1947 San Giovanni in Croce fu unita a Solarolo Rainerio, a formare il comune di Palvareto.
Il toponimo Palvareto è stato ripreso nel nome dell'Unione di Comuni Palvareta Nova, costituita nel 2010 per la gestione associata dei servizi, della quale fanno parte i comuni di San Giovanni in Croce, Solarolo Rainerio, San Martino del Lago e Voltido.
Nel maggio 2014, dopo esserne divenuto proprietario nel 2005 ed in seguito ad una importante opera di restauro, il Comune ha restituito alla fruizione pubblica il complesso monumentale e naturalistico di Villa Medici del Vascello, oggi meta di un significativo turismo culturale richiamato, in particolare, dalla affascinante figura di Cecilia Gallerani, la Dama con l'ermellino ritratta da Leonardo, divenuta nel luglio 1492 contessa di San Giovanni in Croce.
Proprio a Cecilia Gallerani, nel novembre 2002, è stato intitolato il locale teatro comunale, dotato di una interessante facciata in stile Liberty.

### Simboli
Nello stemma è rappresentato il crocevia su cui si trova il paese 
— all'incrocio tra la Via Asolana, che collega Parma con Brescia, e la Via Giuseppina, che porta da Cremona a Mantova — simboleggiato da una croce di Sant'Andrea di argento su campo azzurro, caricata ai margini da alberelli, accantonata ai lati da due alberi sradicati, in capo da una rocca — allusione a quella che sorgeva presso San Zavedro —, torricellata di due pezzi cilindrici e accostata da due alberelli, il tutto su terrazza di verde, e in punta da un edificio con due torri laterali, merlate alla guelfa, aperto e finestrato di nero (Villa Medici del Vascello).

## Monumenti e luoghi d'interesse
- Villa Medici del Vascello
- Oratorio della Santissima Trinità
- Chiesa di San Zavedro
- Chiesa di San Giovanni Battista
- Teatro comunale Cecilia Gallerani

## Società

### Evoluzione demografica
Abitanti censiti

## Infrastrutture e trasporti
La stazione di San Giovanni in Croce, posta lungo la ferrovia Brescia-Parma, è servita da treni regionali eserciti da Trenord e cadenzati a frequenza oraria nell'ambito del contratto di servizio stipulato con la Regione Lombardia.
Fra il 1888 e il 1928 la medesima località era servita altresì dalla diramazione Ca' de Soresini-San Giovanni in Croce della tranvia Cremona-Casalmaggiore, gestita in ultimo dalla società Tramvie Provinciali Cremonesi.

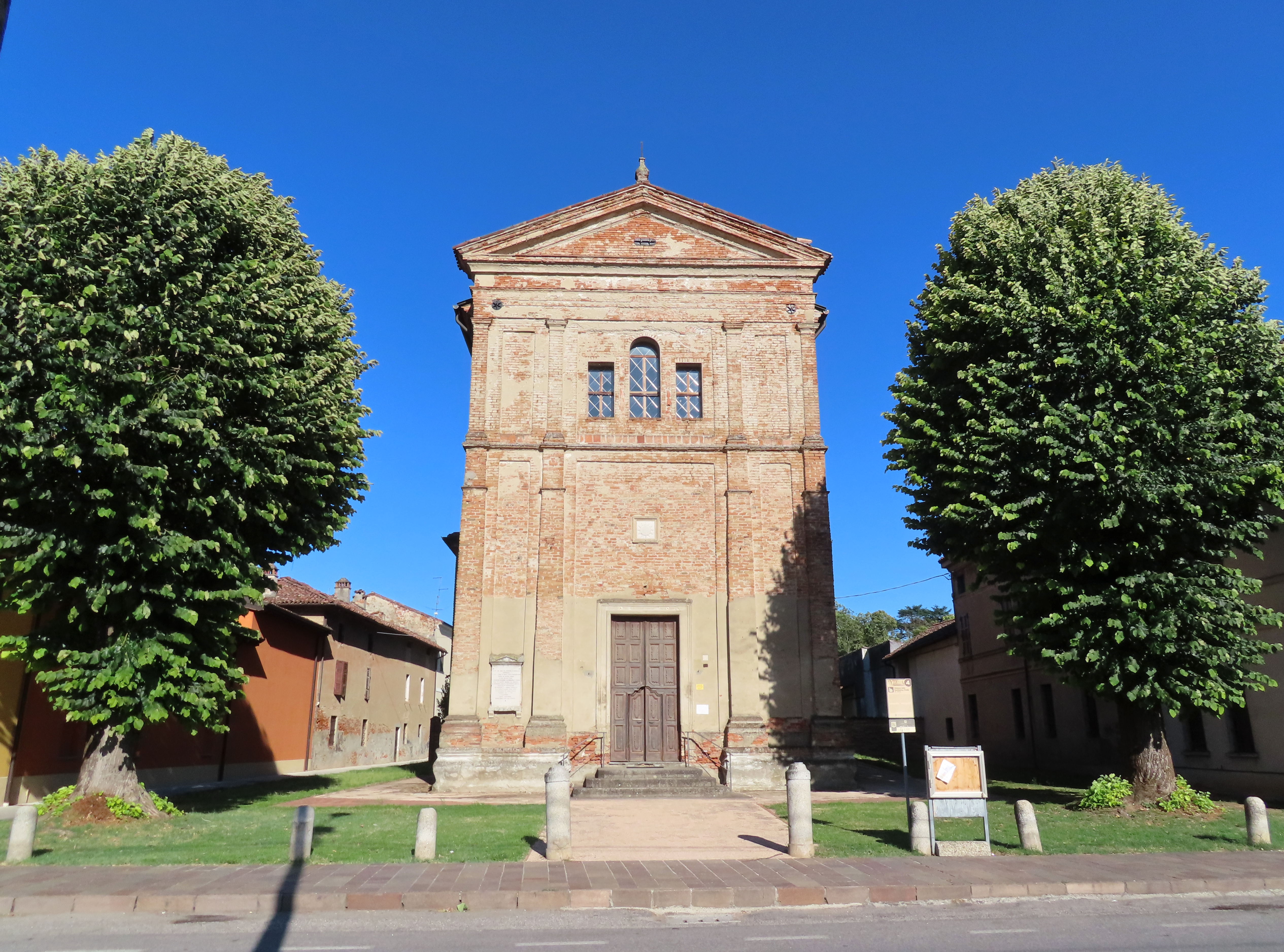
Oratorio della Santissima Trinità